# Karl Edwin Leuthold
Karl Edwin Leuthold (* 17. Februar 1847 in Königsbrück; † 1. Mai 1891 in Freiberg) war ein deutscher Jurist und Bergrechtler.

## Biographie
Er war der Sohn des Königsbrücker Gerichtsdirektors und Stadtrates Karl Otto Leuthold und dessen Frau Mathilde Agnes, geb. Menzer. Leuthold wuchs in Pulsnitz auf, nachdem sich sein Vater dort als Rechtsanwalt niedergelassen hatte. Er erhielt Privatunterricht und wurde am 16. April 1860 als Oberquartaner in die Dresdner Kreuzschule aufgenommen. 1866 schloss er das Examen mit Auszeichnung ab. Von 1866 bis 1869 studierte er an der Universität Leipzig Rechtswissenschaften sowie Nationalökonomie, Geschichte und Rechtsphilosophie. 1868 erhielt Leuthold für eine Preisaufgabe eine öffentliche Belobigung. Ein Jahr später bestand er die juristische Praxisprüfung und das Baccalaureat mit Auszeichnung. Im Dezember 1869 wurde Leuthold zum Doctor juris utriusque promoviert.
Nach einer kurzen Tätigkeit am Gerichtsamt Leipzig II wechselte Leuthold von der Justiz in die Verwaltung. Hier wirkte er 1870 als Referendar bei der Stadt Chemnitz und zwischen 1870 und 1873 beim Polizeiamt der Stadt Leipzig. Am 22. Juli 1872 heiratete er in Leipzig Helene Kogel und 1873 kam dort sein erster Sohn Edwin Otto zur Welt.
Im selben Jahr erhielt er eine Anstellung als Polizeireferendar bei der Polizeidirektion Dresden und legte im Oktober 1873 die juristische Staatsprüfung mit vorzüglich gutem Prädikat ab. 1874 wurde sein zweiter Sohn Karl Martin geboren und Leuthold erhielt eine Berufung zum Sekretär im sächsischen Innenministerium. Hier war er in Baupolizeiangelegenheiten tätig und erhielt 1876 die Ernennung zum Hilfsreferenten.
Zum 1. Oktober 1876 erhielt Leuthold seine Berufung zum juristischen Rat an das Königlich Sächsische Bergamt und die Verpflichtung zum Professor für Bergrecht und allgemeine Rechtskunde an der Bergakademie Freiberg. 1882 wurde er Vater einer Tochter Agnes Auguste Helene. Zwischen 1878 und 1883 war Prof. Dr. Leuthold Mitglied des Senates der Bergakademie. Vom 1. Oktober 1883 bis zu seinem Tod leitete er in Nachfolge Bernhard Braunsdorfs als Direktor das königlich sächsische Bergamt in Freiberg. Mit seiner Berufung wurde eine jahrhundertelange Tradition beendet; der Jurist Leuthold war der erste oberste Bergbeamte in Sachsen, der keine bergmännische Ausbildung besaß. 1885 wurde seine zweite Tochter Mathilde Anna geboren.
Leuthold publizierte eine Vielzahl juristischer und bergrechtlicher Werke, seine Aufsätze erschienen in verschiedenen Zeitschriften und Fachpublikationen. Für sein Werk Russische Rechtskunde nahm Leuthold einen dreijährischen Unterricht in russischer Sprache. Daneben schrieb er Aufsätze zum deutschen, österreichischen und französischen Bergrecht. Bedeutsam sind seine aus intensiven Quellenstudien entstanden Bemerkungen über die Freiberger Bergwerksverfassung im 12., 13. und 14. Jahrhundert in der Zeitschrift für Bergrecht sowie die Untersuchungen zur ältesten Geschichte Freibergs im Neuen Archiv für sächsische Geschichte und Alterthumskunde.
Als Bergamtsdirektor sah er seinen Schwerpunkt in der Sicherheit im Bergbau und der sozialen Absicherung der Bergarbeiter. Sein bedeutendstes Werk waren die am 25. März 1886 erschienenen ersten Allgemeinen Bergpolizeivorschriften für das Königreich Sachsen. Zum 1. Januar 1891 errichtete Leuthold die Allgemeine Knappschaftspensionskasse für das Königreich Sachsen.
Leuthold engagierte sich auch stark dem Gemeinwohl. Er war Stadtverordneter in Freiberg und Mitglied des Kirchenvorstandes. Gleichfalls gehörte er der Einschätzungskommission an. 1886 und 1889 war er Leiter des Wahlcomités der vereinten Ordnungsparteien, die sich erfolgreich gegen die erstarkende Sozialdemokratie durchsetzen konnten. Als Plattform für die sozial engagierte evangelische Bevölkerung gründete Leuthold 1888 in Freiberg den Verein für Volkswohl „Feierabend“ mit dem Ziel, damit einen Gegenpol zur aufkommenden Sozialdemokratie zu setzen. Bis zu seinem Tod stand er dem Verein vor, der in diesen zwei Jahren auf über 1000 Mitglieder anwuchs.
Nach einem einwöchigen Luftröhrenkatarrh verstarb Prof. Dr. jur. Leuthold am 1. Mai 1891 im Alter von 44 Jahren während eines Asthmaanfalls an Herzlähmung. Sein Nachfolger als Bergamtsdirektor wurde Georg Heinrich Wahle.

## Veröffentlichungen
- Königlich Sächsisches Baupolizeirecht. 5. Aufl. Roßberg, Leipzig 1872–1891.
- Verwaltungsgesetze für das Königreich Sachsen. 2 Bde. 1875–1876.
- Königlich Sächsische Brandversicherungsgesetze. Roßberg, Leipzig 1877.
- Königlich Sächsisches Verwaltungsrecht, mit Einschluss der reichsrechtlichen Bestimmungen, systematisch dargestellt. Roßberg, Leipzig 1878.
- Russische Rechtskunde. Duncker&Humblot Leipzig 1889.
- Das österreichische Bergrecht in seinen Grundzügen. Freytag, Leipzig u. Tempsky, Prag 1887.
- Das Wasserrecht im Königreich Sachsen. 1891 posthum.